# Magdalena Czarzyńska-Jachim
Magdalena Czarzyńska-Jachim (ur. 22 września 1972 w Gdańsku) – polska urzędniczka samorządowa, w latach 2019–2023 wiceprezydent Sopotu, w latach 2023–2024 pełniąca funkcję prezydenta Sopotu, od 2024 prezydent Sopotu. Założycielka i prezeska stowarzyszenia Sopot dla Ciebie (2023).

## Życiorys
Jest absolwentką Wydziału Historii Uniwersytetu Gdańskiego (1996) oraz podyplomowego Studium PR w praktyce w Wyższej Szkole Przedsiębiorczości i Zarządzania im. Leona Koźmińskiego w Warszawie (2007–2008) i podyplomowego Studium Zarządzania Zasobami Ludzkimi, Agencja Rozwoju Regionalnego w Poznaniu (2004).
Stypendystka rządu francuskiego w Montpellier (1998) oraz Uniwersytetu Toulouse le Mirail – Tuluza, Francja (1995).
Jest członkinią Stałego Komitetu ds. Równości przy Radzie Gmin i Regionów Europy CEMR (od 2021), przewodniczącą Komisji Praw Człowieka i Równego Traktowania Związku Miast Polskich (od 2021). W działalność społeczną, także międzynarodową, angażowała się już od studiów na Uniwersytecie Gdańskim. W latach 1992–1995 przewodniczyła gdańskiej sekcji Międzynarodowego Stowarzyszenia Studentów Historii ISHA, której była członkinią-założycielką, w latach 1995–2000 była przewodniczącą stowarzyszenia „Razem w Europie”, które zajmowało się organizacją wielu programów dla młodzieży województwa gdańskiego.
Od 1999 do 2004 roku pracowała jako dziennikarka i redaktorka w Dzienniku Bałtyckim. W 2004 objęła funkcję rzeczniczki prasowej Sopockiego Klubu Żeglarskiego ERGO Hestia Sopot i pełniła tę funkcję do 2006.
Od 2006 związana z sopockim samorządem, najpierw jako rzeczniczka prasowa Miasta Sopotu (inspektorka, a od czerwca 2007 – główna specjalistka ds. mediów w Biurze Informacji i Promocji Urzędu Miasta Sopotu). W latach 2010–2019 pełniła funkcję naczelniczki Biura Promocji i Komunikacji Społecznej oraz rzeczniczki prasowej Urzędu Miasta Sopotu. W 2019 prezydent Sopotu Jacek Karnowski powołał ją na wiceprezydentkę tego miasta. Odpowiadała za obszary: polityka społeczna, edukacja, zdrowie, komunikacja z mieszkańcami, promocja i turystyka, nadzorowała m.in. funkcjonowanie Hipodromu, Opery Leśnej, Miejskiego Ośrodka Sportu i Rekreacji, plaż, molo.
22 grudnia 2023 została powołana przez premiera Donalda Tuska na pełniącą funkcję Prezydenta Miasta Sopotu. Zastąpiła na tym stanowisku Lucjana Brudzyńskiego, powołanego w połowie listopada tego samego roku przez poprzedniego premiera, Mateusza Morawieckiego.
Jest pomysłodawczynią i moderatorką „Sopockich Spotkań Kobiet”, czyli prowadzonych od 2020 roku debat o najważniejszych sprawach i wydarzeniach widzianych z perspektywy kobiet. Poruszane tematy to m.in.: konwencja antyprzemocowa, edukacja oczami kobiet, zdrowie psychiczne dzieci i młodzieży, brak edukacji seksualnej w polskiej szkole, czas wolny kobiet, zdrowie kobiety – profilaktyka, diagnostyka. Jest Inicjatorką powołania w Sopocie Młodzieżowej Rady Miasta, co stało się faktem w 2020 roku, oraz pomysłodawczynią Młodzieżowego Budżetu Obywatelskiego w sopockich szkołach (2022). W roku 2021 z jej inicjatywy powstał w Sopocie plan działania na rzecz wspierania mieszkanek miasta w każdym wieku, zwany w skrócie „Sopocianki”. Zawiera m.in. finansowanie programu szczepień przeciwko HPV, program leczenia niepłodności metodą in vitro, Różowe Skrzyneczki, USG piersi.
Praktycznie od pierwszych dni rosyjskiej inwazji na Ukrainę w 2022 roku mocno zaangażowała się w organizowanie w Sopocie różnorodnego, wielopłaszczyznowego wsparcia i pomocy dla przybywających do miasta uchodźców z terenów ogarniętych wojną.
W sierpniu 2023 roku ogłosiła swój start  w wyborach samorządowych w 2024 na prezydenta Sopotu. Wybory wygrała w I turze, otrzymując 59,27% głosów. Została zaprzysiężona na urząd 7 maja 2024, jako pierwsza kobieta na tym stanowisku w historii Sopotu.

## Życie prywatne
Mężatka, ma dwóch dorosłych synów i córkę. Biega, żegluje, jeździ na nartach, jeździ konno, pływa, morsuje.

## Odznaczenia i wyróżnienia
W 2024 roku otrzymała Złoty Krzyż 80-lecia utworzenia Armii Krajowej, przyznawany za: „wspieranie działalności na rzecz krzewienia wiedzy o losach wojennych i powojennych Żołnierzy Armii Krajowej”.
Na wniosek 57. Batalionu Strzelców Zbrojnych Sił Ukrainy otrzymała w 2023 roku odznaczenie Siła Kobiet za wsparcie Ukrainy. To podziękowanie za pomoc humanitarną z Sopotu, która trafiła do ukraińskich żołnierzy.
Jest laureatką konkursu „Lew Koźmińskiego” w kategorii administracja, wyróżnienia przyznawanego absolwentom Wyższej Szkoły Przedsiębiorczości i Zarządzania im. Leona Koźmińskiego w Warszawie, którzy odnieśli spektakularny sukces zawodowy (2020).